# VfB Freya Memel
VfB Freya Memel was een Duitse voetbalclub uit Memel, dat tegenwoordig het Litouwse Klaipėda is.

## Geschiedenis
De club werd in 1922 opgericht. Een jaar later werd Memelland geannexeerd door Litouwen en de naam van de stad werd in Klaipėda gewijzigd en de club speelde in de Litouwse competitie als Freya Klaipėda. In 1925 werd de club regionaal kampioen, maar nam niet aan de Litouwse eindronde deel. Of de club aan de daaropvolgende eindronde niet deelnam omdat het een Duitse club was of hierin vroeg werd uitgeschakeld is tot op heden niet bekend. Stadsrivaal SpVgg Memel speelde inmiddels in de Duitse competitie van de Baltische voetbalbond en was daar vrij succesvol. Na het seizoen 1930 werden de regionale competities vervangen door één reeks en Freya was de enige Duitse club nu in de Litouwse competitie. In 1931 werd de club derde. Na dit seizoen nam de club de naam Freya-VfR Klaipėda aan na een fusie met VfR Klaipėda. Hierna slaagde de club er niet meer in te promoveren naar de hoogste klasse.
In maart 1939 werd Memelland door het Derde Rijk geannexeerd en was de club weer Duits. In 1940 promoveerde de club als enige club uit Memelland naar de Gauliga Ostpreußen, de toenmalige hoogste klasse. De naam was inmiddels gewijzigd naar VfB Freya Memel. Het seizoen 1940/41 verliep catastrofaal voor de club. Freya verloor alle wedstrijden en had een doelsaldo van 6:63.
Na de Tweede Wereldoorlog werden alle Duitse clubs in Oost-Pruisen en Memelland ontbonden.